# C Jam Blues
C Jam Blues ist ein Jazzstandard, der 1942 von Duke Ellington veröffentlicht wurde. Wie der Titel bereits nahelegt, handelt es sich dabei um einen (zwölftaktigen) Blues, der in C-Dur gehalten ist und über den ein Jam der Bandsolisten stattfindet. In seinen letzten Lebensjahren hat Ellington seine Konzerte immer mit diesem Stück eröffnet, mit dem zugleich die Band aufgewärmt wurde.

## Struktur des Stücks
Das Grundmotiv der Komposition besteht eigentlich nur aus einer einfachen Rhythmusfigur auf dem Ton G, die durch einen Quartensprung nach oben zum C abgeschlossen wird und sich vermutlich aus einem Riff von Barney Bigard entwickelte. Durch das zugrunde liegende Bluesschema hat dieses G auf jeder Stufe eine andere Bedeutung. In das Arrangement baute Billy Strayhorn allerdings eine Art „Widerhaken“ ein: „Jedes Solo beginnt mit einem [zusätzlichen] 4-Takte-Break, der nicht zum Chorus zählt,“ so dass jedes Solo mit 16 Takten beginnt und sich dann eventuelle weitere Chorusse des Solisten zu jeweils zwölf Takten anschließen.

## Erste Einspielung
Die erste Aufnahme erfolgte durch eine Kleinformation aus dem Duke Ellington Orchestra unter dem Namen von Barney Bigard 1941 (damals hieß das Stück noch „C Blues“). Die erste Bigband-Einspielung Ellingtons folgte im Januar 1942 für RCA Victor. Nach Hans-Jürgen Schaal hat Ellington wenigstens drei „extrem hörenswerte“ Versionen des Titels eingespielt: Ein Klavierduo (plus Bass) mit Billy Strayhorn, eine Bigband-Version von 1962, bei der Paul Gonsalves als alleiniger Solist herausgestellt wurde, sowie eine Aufnahme mit einem singenden Louis Armstrong aus dem Jahr 1961.

## Wirkungsgeschichte
Bigard verließ das Ellington-Orchester 1942 und probierte das Stück auch in anderen Bands aus, in denen er spielte; insbesondere Louis Armstrongs All-Stars, zu denen er seit 1947 gehörte, spielten das Stück regelmäßig. Weitere Mitglieder des Elligton-Orchesters wie Johnny Hodges, Cat Anderson, Clark Terry oder Harold Ashby spielten den C Jam Blues auf eigenen Platten. „Die lockere Swing-Nummer“ wurde weiterhin von zahlreichen Pianisten wie Meade Lux Lewis, Earl Hines, Nat King Cole,  Oscar Peterson bis hin zu Kenny Barron oder Michel Petrucciani übernommen. Auch Slam Stewart, Django Reinhardt, Dave McKenna und Dave Grusin trugen dazu bei, dass der C Jam Blues ein Jazzstandard wurde. Matthew Shipp verfasste 1997 sogar eine dreizehnminütige „Free-Jazz-Fantasie“ über das Thema.

## Version mit Text
Ellington schrieb, unterstützt von Bob Thiele später einen Text zur Komposition, die mit den Worten „Baby, take me down to Duke’s Place“ das Grundmotiv melodisch und rhythmisch gut in Sprache umsetzte und als Duke’s Place zunächst mit Louis Armstrong eingespielt wurde, dann aber auch von Jackie Paris, von Ella Fitzgerald und von Leon Thomas interpretiert wurde.